# Cecina
Cecina je italské přímořské město v provincii Livorno v regionu Toskánsko. Žije zde přibližně 28 tisíc obyvatel.

## Poloha
Město se nachází v přímořské oblasti Maremma. Leží u hranic provincie Livorno s provincií Pisa.

### Sousední obce
| Růžice kompasu | Rosignano Marittimo | Castellina Marittima (PI) | Riparbella (PI)                     | Růžice kompasu |
| Růžice kompasu |                     | Sever                     | Montescudaio (PI) Guardistallo (PI) | Růžice kompasu |
| Růžice kompasu | Cecina              |                           | Montescudaio (PI) Guardistallo (PI) | Růžice kompasu |
| Růžice kompasu | Jih                 |                           | Montescudaio (PI) Guardistallo (PI) | Růžice kompasu |
| Růžice kompasu |                     | Bibbona                   | Casale Marittimo (PI)               | Růžice kompasu |

## Vývoj počtu obyvatel
Zdroj: 

## Rodáci
- Paolo Bettini – italský reprezentant v silniční cyklistice, olympijský vítěz